# Le Correspondant
Le Correspondant war eine französische katholische Zeitschrift, die im März 1829 von Louis de Carné, Edmond de Cazalès und Augustin de Meaux gegründet wurde und die bis 1937 bestand.

## Geschichte
Das Motto dieser katholisch und gemäßigt royalistisch orientierten Zeitschrift lautete: „Liberté civile et religieuse par tout l’univers“ (Bürgerliche und religiöse Freiheit im ganzen Universum). Die Veröffentlichung wurde 1831 eingestellt, bevor sie ab 1843 als Monatszeitschrift unter der Leitung von Edmond Wilson und Victor-Amédée Waille wiederbelebt wurde.
Der Correspondant wurde 1855 vom Grafen de Montalembert als katholisches Oppositionsorgan gegen das Zweite Kaiserreich und Louis Veuillots Zeitung L’Univers wiederbelebt. Er wurde zum Sprachrohr liberaler Katholiken und gemäßigter Royalisten, die besorgt darüber waren, dass die Kirche in Frankreich sich fast vollständig der kaiserlichen Diktatur angeschlossen hatte.
Zu den leitenden Mitarbeitern gehörten neben Montalembert der Graf von Falloux, Albert de Broglie, der Diplomat Melchior de Vogüé, die Wissenschaftler Charles Lenormant und Bernard Jullien sowie die Schriftsteller Augustin Cochin und Théophile Foisset. Weitere wichtige Redakteure waren die Geistlichen Félix Dupanloup und Henri Lacordaire sowie die ehemaligen Minister Abel-François Villemain und Saint-Marc Girardin.
Schließlich wurde der Correspondant am 10. September 1870 nach dem Tod von Montalembert und der Geburt der Dritten Republik eingestellt. Ab dem 25. Juni 1871 erschien die Zeitschrift wieder bis 1937, als der Correspondant in der französischen Jesuitenzeitschrift Études aufging.